# Itame sericeata
Itame sericeata là một loài bướm đêm trong họ Geometridae.